# Bembidion recticolle
Bembidion recticolle är en skalbaggsart som beskrevs av Leconte 1863. Bembidion recticolle ingår i släktet Bembidion och familjen jordlöpare. Inga underarter finns listade i Catalogue of Life.